# Titularbistum Filaca
Filaca war eine antike Stadt in der römischen Provinz Byzacena bzw. Africa proconsularis in der Sahelregion von Tunesien.
Filaca ist ein ehemaliges Bistum der römisch-katholischen Kirche und heute ein Titularbistum.
| Titularbischöfe von Filaca |                           |                                                       |                  |                    |
| Nr.                        | Name                      | Amt                                                   | von              | bis                |
| 1                          | Clarence George Issenmann | Koadjutorbischof von Cleveland (Ohio) (USA)           | 7. Oktober 1964  | 22. September 1966 |
| 2                          | Domingos de Pinho Brandão | Weihbischof in Leiria-Fátima (Portugal)               | 6. Dezember 1966 | 22. August 1988    |
| 3                          | Emil Aloysius Wcela       | Weihbischof in Rockville Centre (New York City) (USA) | 21. Oktober 1988 | 21. Mai 2022       |
| 4                          | Tulio Omar Pérez Rivera   | Weihbischof in Santiago de Guatemala (Guatemala)      | 27. Juni 2022    |                    |